# كونستانتين كلوج
كونستانتين كلوج (بالفرنسية: Constantin Kluge)‏ هو فنان فرنسي، ولد في 29 يناير 1912 في ريغا في لاتفيا، وتوفي في 9 يناير 2003 في فرنسا.